# Николаевка (Скадовский район)
Николаевка (укр. Миколаївка) — село в Скадовской городской общине Скадовского района Херсонской области Украины.
Почтовый индекс — 75742. Телефонный код — 5537.

## Население
Население по переписи 2001 года составляло 341 человек.

### Языковой состав
Родной язык населения по данным переписи 2001 года:
| Язык       | Численность, чел. | Доля     |
| ---------- | ----------------- | -------- |
| Украинский | 313               | 91,79 %  |
| Русский    | 28                | 8,21 %   |
| Итого      | 341               | 100,00 % |

## Местный совет
75740, Херсонская обл., Скадовский р-н, с. Птаховка, ул. Кожущенка, 54